# Begoniaceae

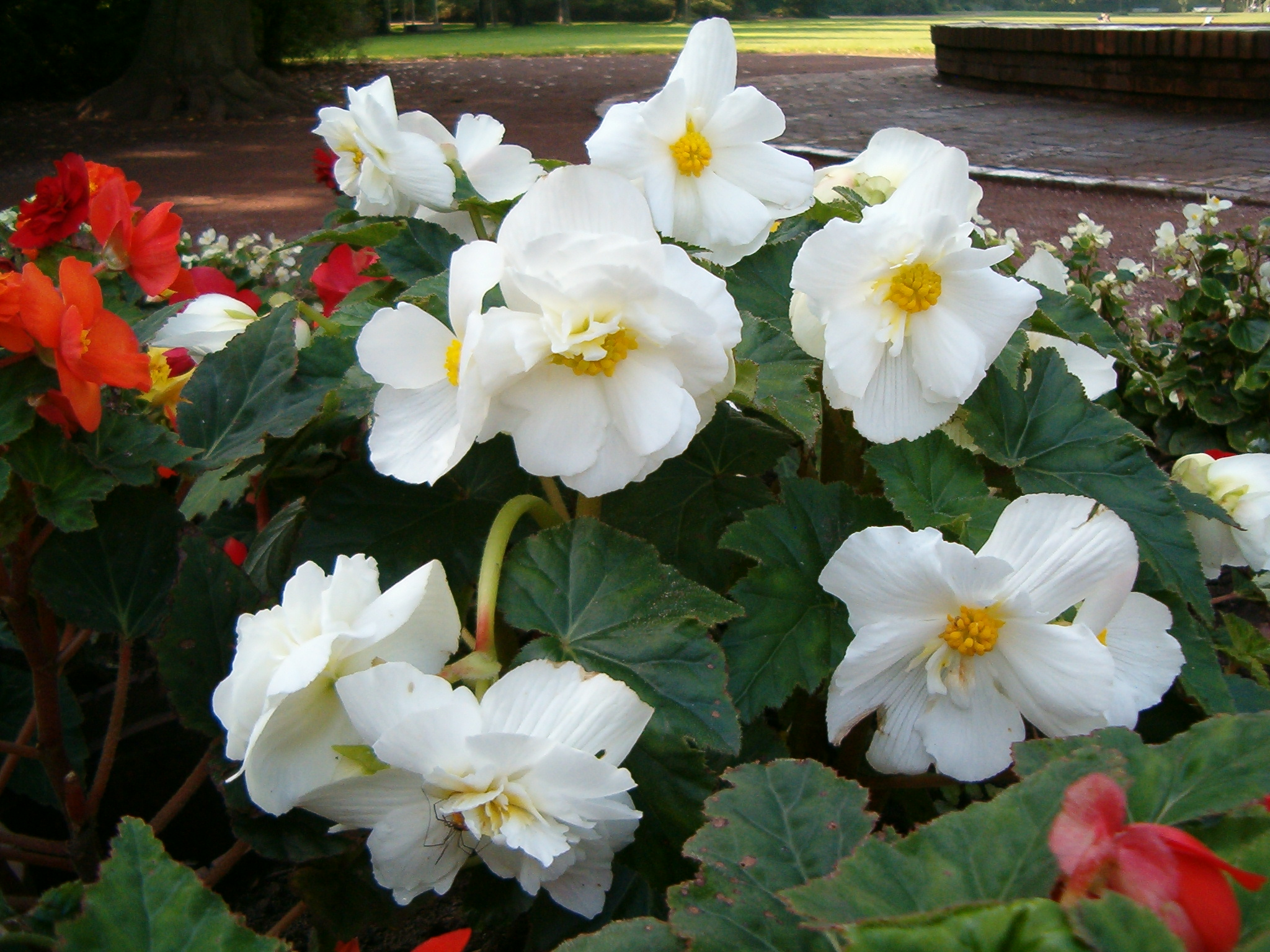
Begonia × tuberhybrida, variedade de flor dobrada.

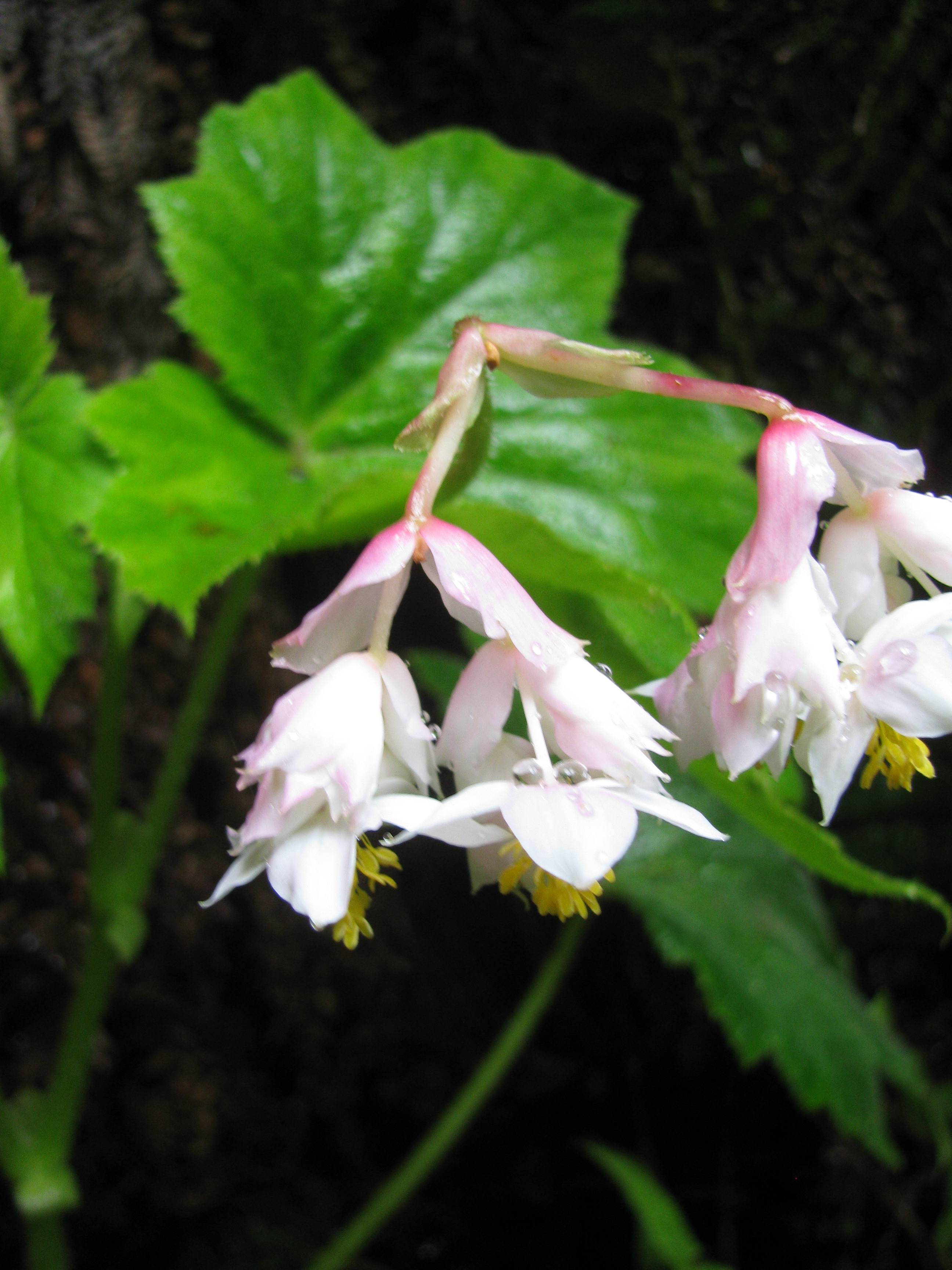
Hillebrandia sandwicensis (em flor).

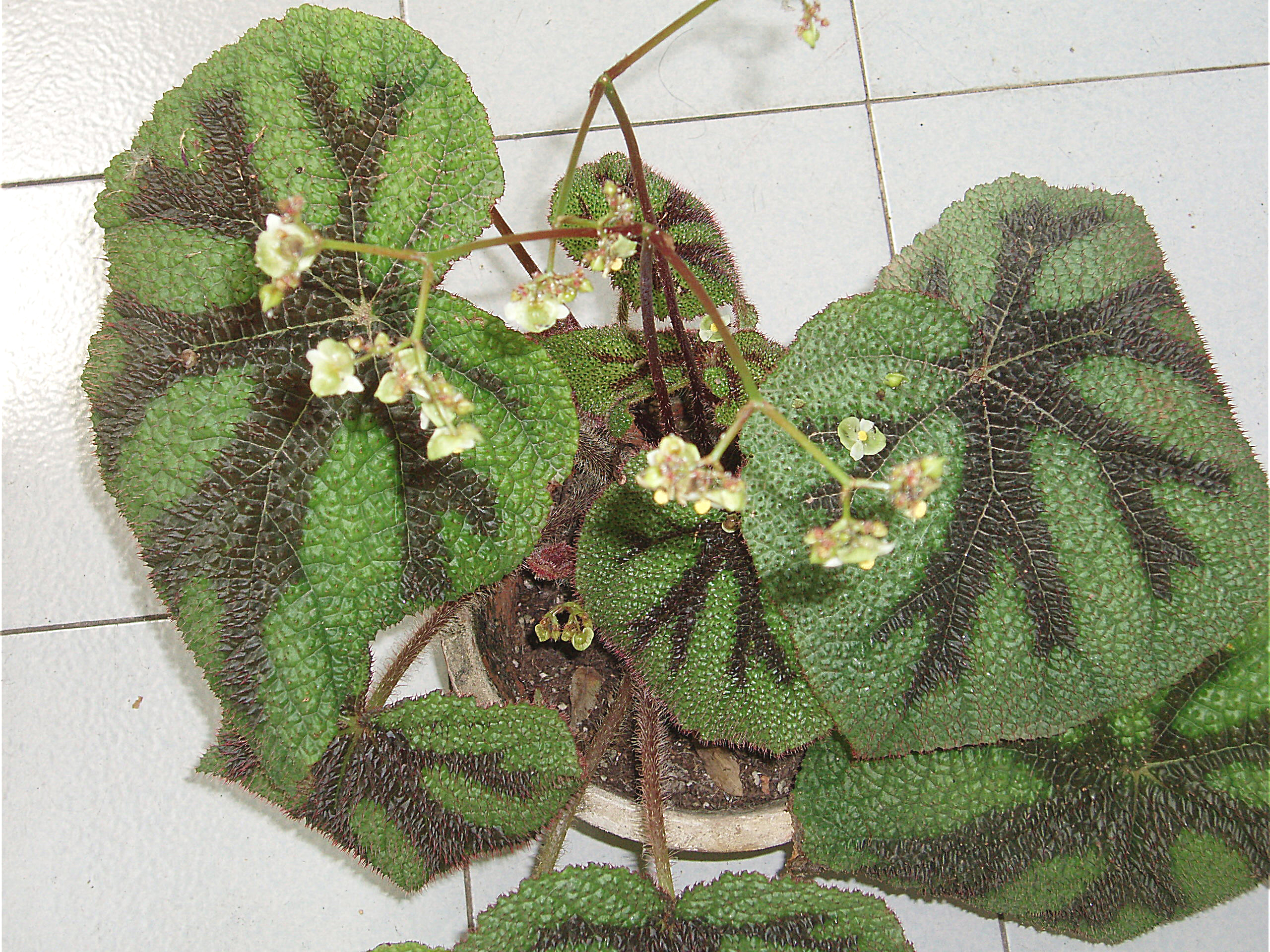
Begonia masoniana (em flor).

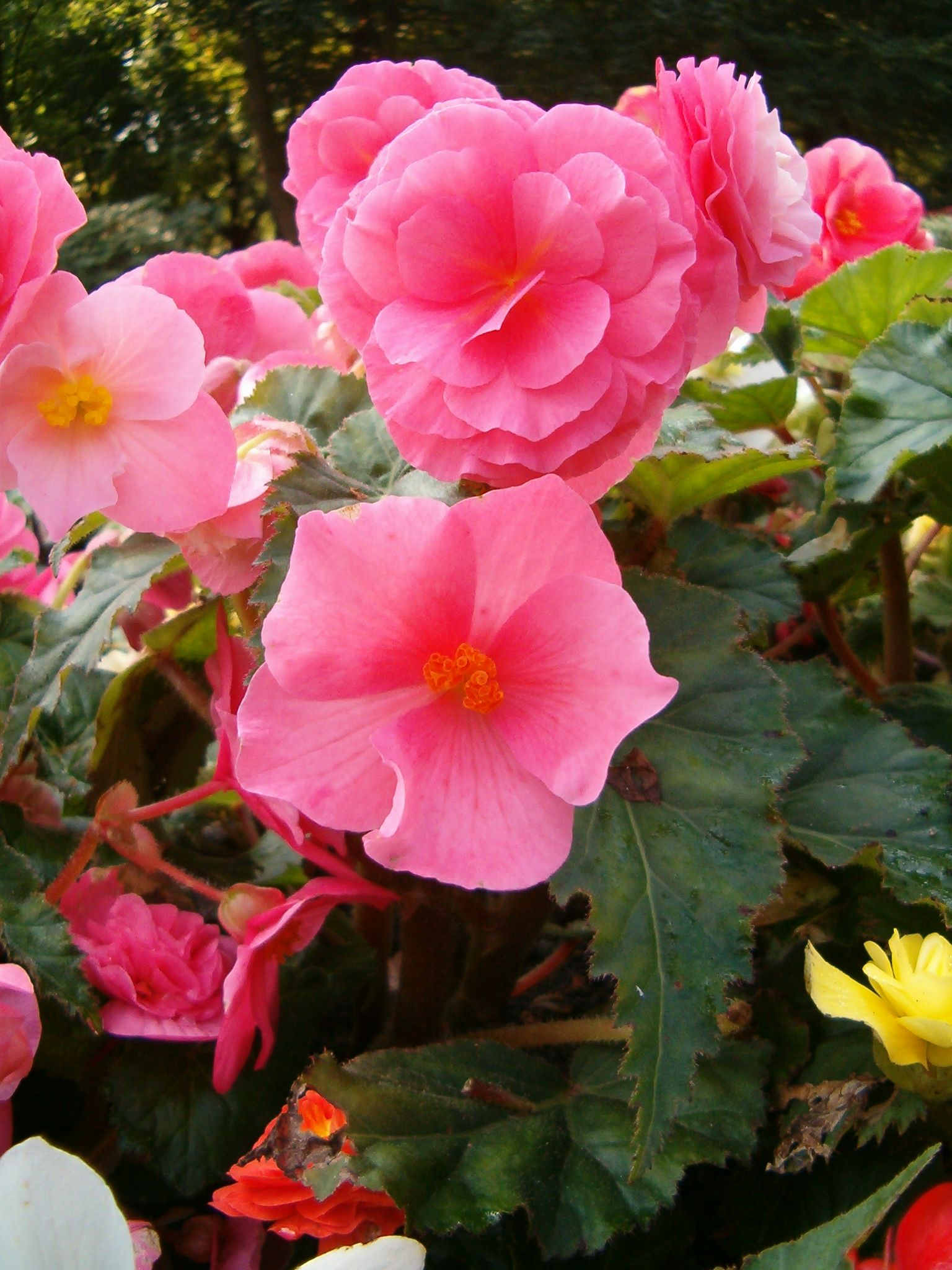
Cultivar ornamental de Begonia x tuberhybrida

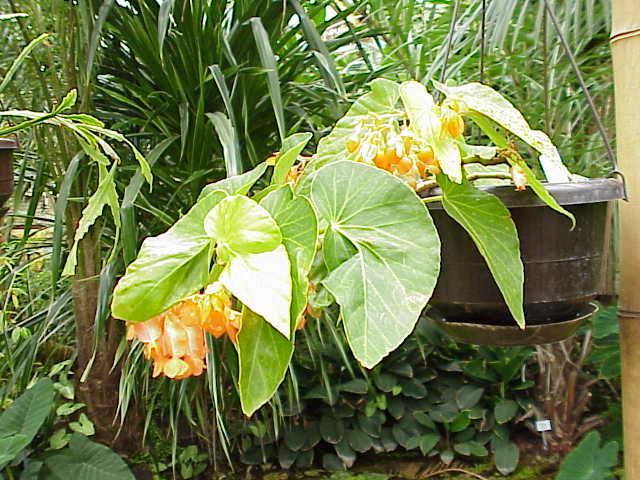
Begonia dichroa (em flor).

Begoniaceae é uma família de plantas com flor, pertencente à ordem Cucurbitales, que agrupa cerca de 1825 espécies, repartidas por dois géneros, com distribuição cosmopolita nos subtrópicos e trópicos do Novo e Velho Mundo. O género Begonia está entre os mais biodiversos das angiospérmicas, concentrando todas as espécies da família com excepção de Hillebrandia sandwicensis, um endemismo do Hawaii, que a investigação filogenética permite concluir ser um grupo irmão do resto da família.  Os membros do género Begonia, particularmente os cultivares híbridos, são bem conhecidos e populares como plantas de interior e como plantas ornamentais para uso em jardins e varandas, o que lhes confere grande interesse económico.

## Descrição

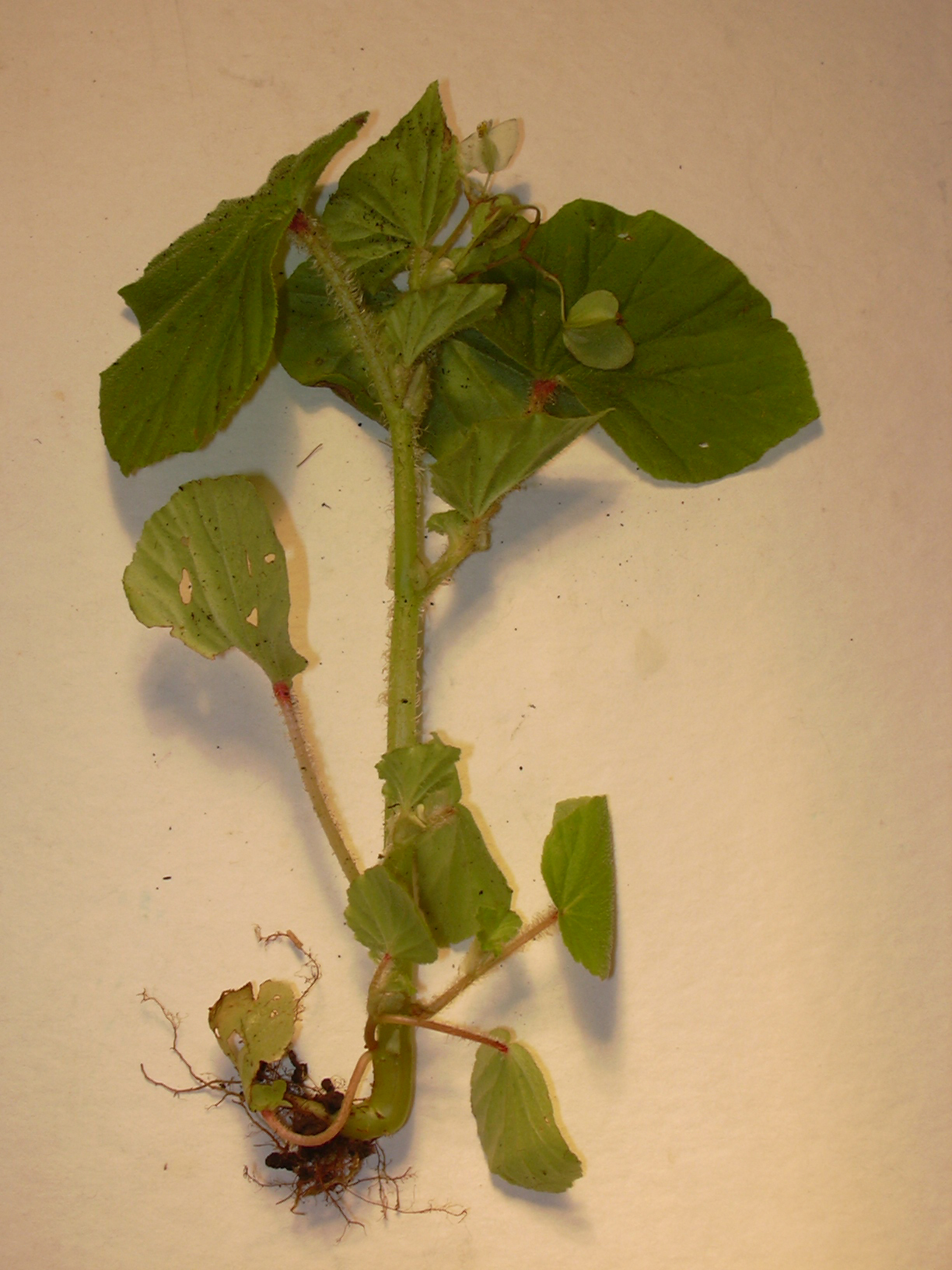
Hábito de Begonia hirtella, com a folhagem assimétrica típica da família.

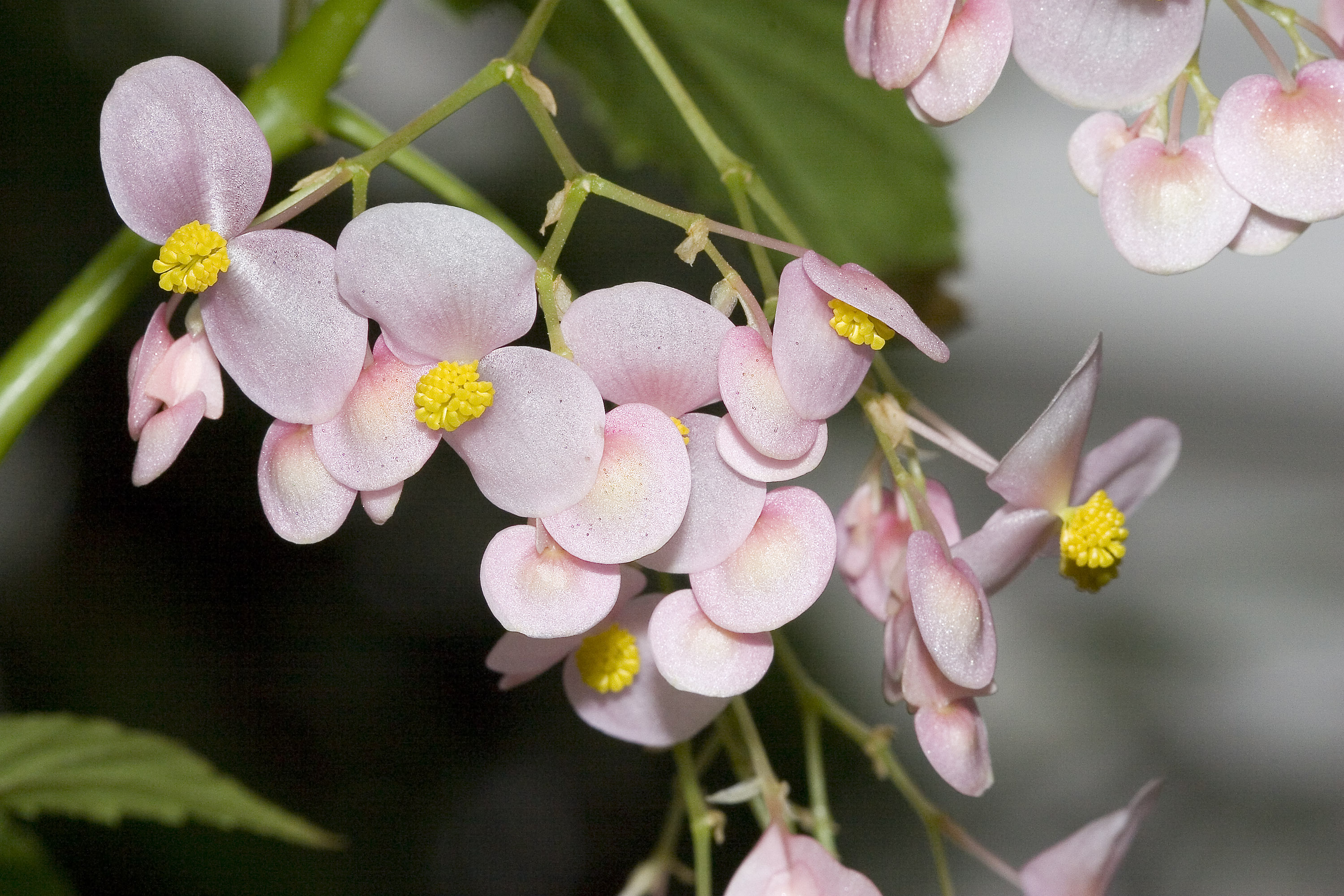
Flores masculinas de Begonia naumoniensis. Claramente visíveis são as brácteas e os estames amarelos.

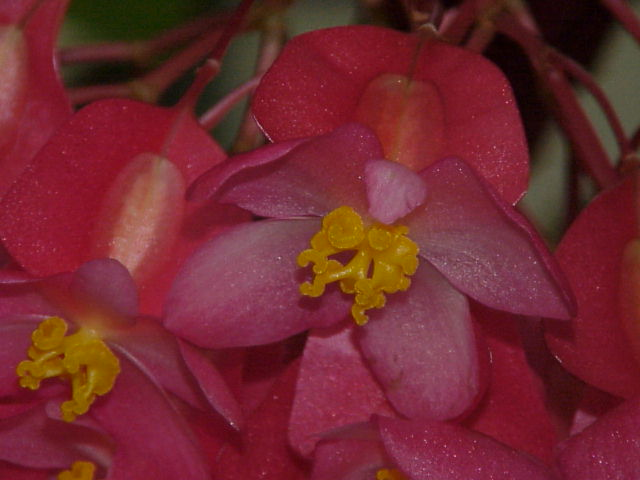
Flores femininas de Begonia corallina. Claramente visíveis são os estigmas amarelos, as brácteas e o ovário ínfero alado.

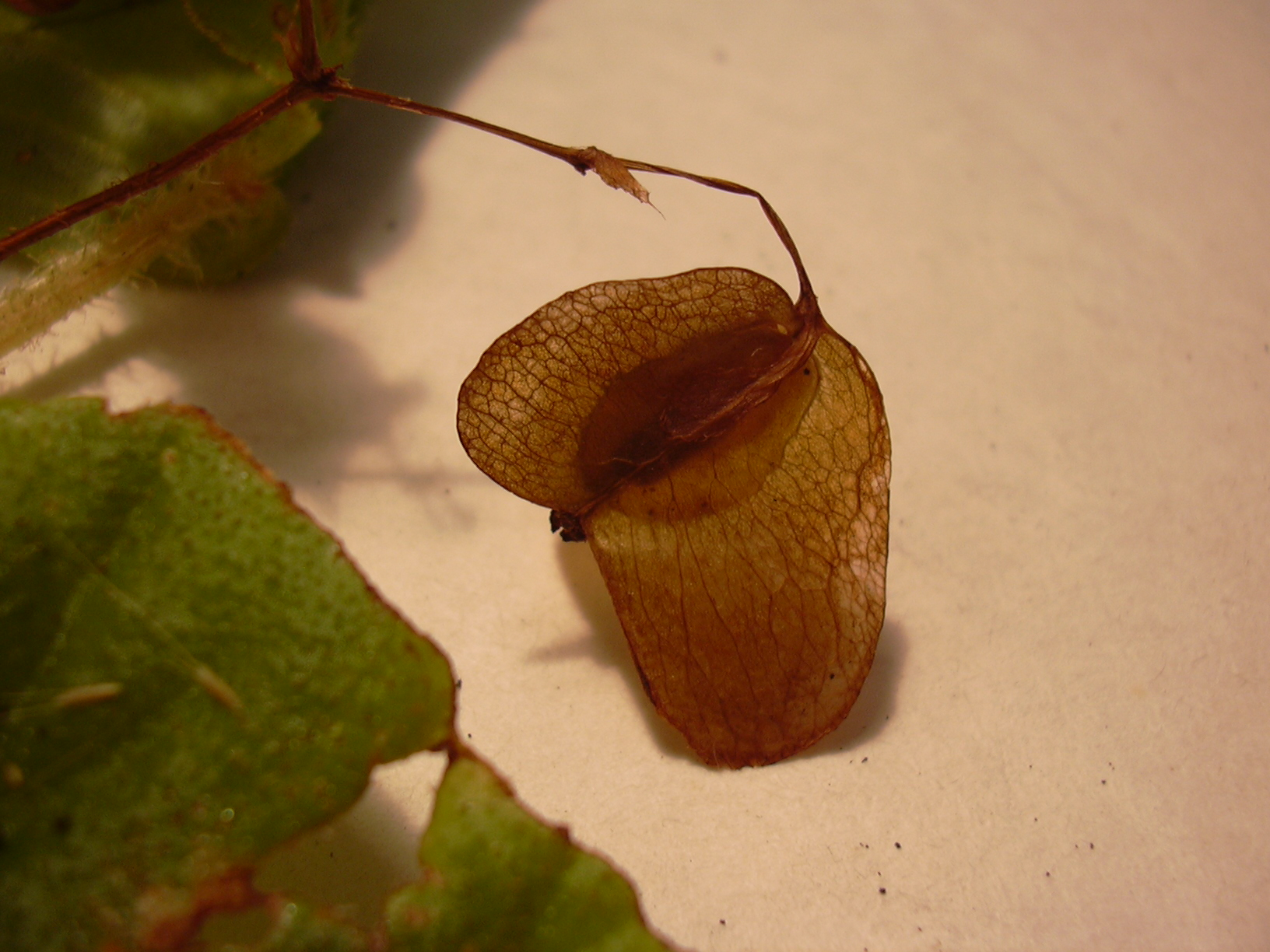
Fruto de Begonia hirtella

Os membros da família Begoniaceae são na sua esmagadora maioria plantas de porte herbáceo, geralmente rizomatosas, com estruturas como os caules, os rizomas e os pecíolos carnosos.
A polinização é feita por insectos (são plantas entomófilas), com destaque para as abelhas, e as formas de dispersão de sementes dominantes são a anemocoria e a hidrocoria. A reprodução vegetativa pode ocorrer a partir de pequenos tubérculos que se formam nas axilas foliares ou através de gemas adventícias de folhas já soltas.
Devido à existência de numerosas espécies e híbridos, a família é considerada comercialmente importante, sendo as suas flores e folhas utilizadas para ornamentação. São consideradas cosmopolitas, distribuídas abundantemente pelas regiões tropicais e subtropicais (excepto Austrália), ocorrendo principalmente em sub-bosques de florestas.
Na sua presente circunscrição, a família está dividida em dois géneros, o mais diverso, Begonia, detém a maioria das espécies, sendo o outro, Hillebrandia, monotípico e endémico do Hawaii.

### Morfologia
A família Begoniaceae é constituídas por espécies de hábito herbáceo, raramente plantas arbustivas ou sub-arbustos verticais ou trepadores, sendo raro a ocorrência de plantas epífitas. São plantas perenes, muito raramente plantas anuais, com alturas que variam de alguns centímetros até 3 metros. Muitas espécies são mais ou menos suculentas e produzem tubérculos. Os ramos podem ser verticais, rastejantes ou pendentes, sendo por vezes muito curtos, com as folhas tendencialmente agrupadas em rosetas basais. Raramente são trepadores, mas nesse caso apresentam raízes adventícias ou estruturas estoloníferas.
Os caules são normalmente carnosos, com folhas de inserção alterna, de limbo foliar lobado de base assimétrica e peciolado. As folhas são simples, inteiras, raramente partidas a sectas, quebrando com facilidade junto à inserção do pecíolo. As estípulas podem ser persistentes ou caducas, mas quando presentes cobrem o pecíolo foliar e os brotos caulinares. A folhas apresentam geralmente lâminas assimétricas, geralmente simples, raramente compostas. A margem da folha pode ser serrilhada irregular ou às vezes lisa. As lâminas foliares têm nervação pinada.
As flores ocorrem em inflorescências do tipo cimoso, laterais e ramificadas, raramente dicotómicas, com flores periantadas diclinas (monóicas), sendo as flores femininas (pistiladas) parcialmente zigomorfas, e as masculinas (estaminadas) actinomorfas. A maioria das espécies são monoicas, com flores masculinas e femininas na mesma planta, embora algumas espécies sejam dioicas, com plantas puramente femininas ou masculinas. As flores são pentâmeras.
As tépalas podem ser brancas, rosadas ou avermelhadas, de duas a quatro nas flores estaminadas, em dois verticilos, e de três a cinco em flores pistiladas, num único verticilo. O androceu geralmente apresenta vários estames, que podem ser livres ou unidos, anteras bitecas, de deiscência poricida ou longitudinal. O gineceu apresenta ovário ínfero, trilocular, com múltiplos óvulos por lóculo, asas coloridas e placentação axilar. Não apresentam nectários.
O fruto pode ser do tipo cápsula, alada (com asas mais ou menos assimétricas), com 3-4 protuberâncias membranosas, seca, loculicida, raramente em baga. As sementes são pequenas, com testa (o revestimento externo) reticulada acastanhada contendo um colar de células alongadas, que se rompem e formam uma estrutura que envolve a semente (o opérculo). O endosperma é pouco desenvolvido ou inexistente. A maioria das sementes das espécies desta família são finas e muito leves, sendo diásporos que são espalhadas principalmente pelo vento, raramente pelas gotas da chuva. Raramente, os frutos são parecidos com frutos silvestres, constituindo diásporos que são comidas por animais.
O número cromossómico básico é variável, com x = 10–21 ou mais. Estas plantas bioacumulam oxalato livre.

### Usos
Algumas espécies, múltiplos híbridos e variedades do género Begonia são comercializados como plantas ornamentais em todo o mundo para parques, jardins, varandas e decoração de interiores. Mais de 130 espécies, híbridos e suas variedades são cultivadas como plantas de interior por causa de sua folhagem colorida ou de suas flores de cores vivas, particularmente as variedades de flor dobrada.
Raramente as espécies de Begonia são usadas como alimento, mas ainda assim, as folhas de Begonia picta e e as folhas e as hastes com sabor amargo de Begonia palmata são consumidas cruas ou cozidas.
As potencialidades medicinais de algumas espécies têm sido estudadas.

### Distribuição
Espécies desta família podem ser encontradas em todas as regiões tropicais e subtropicais húmidas. A maioria das espécies é nativa da América do Sul, região onde se localiza o centro de diversidade da família. Apenas uma espécie, Begonia grandis, ocorre em regiões de clima temperada, com distribuição natural nas colinas a oeste de Pequim e também em áreas protegidas da Europa Central. Está naturalizada nos Açores.

## Filogenia e sistemática

### Filogenia
A família Begoniaceae pertence ao mesmo clado composto pelas famílias Cucurbitaceae e Datiscaceae e outras quatro famílias menores (Tetramelaceae, Corynocarpaceae, Coriariaceae e Anisophylleaceae) reconhecidas como parte da ordem Cucurbitales. Entre as apomorfias compartilhadas por este clado estão: caules com feixes vasculares separados, ovário ínfero e placentação parietal, estigmas normalmente bifurcados, flores unissexuadas e a presença de cuburbitacinas (triterpenóides oxidados). Análises de sequências de DNA e sorológicas comprovam a monofilia do grupo.
Aceitando o posicionamento da família estabelecido no sistema APG IV (2016), a aplicação das técnicas da filogenética molecular sugere as seguintes relações entre as Begoniaceae e as restantes famílias que integram a ordem Cucurbitales:
|  | Corynocarpaceae |
|  |                 |
|  | Coriariaceae    |
|  |                 |

|  | Tetramelaceae                                               |
|  |                                                             |
|  | \| \| Datiscaceae \| \| \| \| \| \| Begoniaceae \| \| \| \| |
|  |                                                             |
|  | Datiscaceae                                                 |
|  |                                                             |
|  | Begoniaceae                                                 |
|  |                                                             |

|  | Datiscaceae |
|  |             |
|  | Begoniaceae |
|  |             |

|  | Tetramelaceae                                               |
|  |                                                             |
|  | \| \| Datiscaceae \| \| \| \| \| \| Begoniaceae \| \| \| \| |
|  |                                                             |
|  | Datiscaceae                                                 |
|  |                                                             |
|  | Begoniaceae                                                 |
|  |                                                             |

|  | Datiscaceae |
|  |             |
|  | Begoniaceae |
|  |             |

|  | Corynocarpaceae |
|  |                 |
|  | Coriariaceae    |
|  |                 |

|  | Tetramelaceae                                               |
|  |                                                             |
|  | \| \| Datiscaceae \| \| \| \| \| \| Begoniaceae \| \| \| \| |
|  |                                                             |
|  | Datiscaceae                                                 |
|  |                                                             |
|  | Begoniaceae                                                 |
|  |                                                             |

|  | Datiscaceae |
|  |             |
|  | Begoniaceae |
|  |             |

|  | Tetramelaceae                                               |
|  |                                                             |
|  | \| \| Datiscaceae \| \| \| \| \| \| Begoniaceae \| \| \| \| |
|  |                                                             |
|  | Datiscaceae                                                 |
|  |                                                             |
|  | Begoniaceae                                                 |
|  |                                                             |

|  | Datiscaceae |
|  |             |
|  | Begoniaceae |
|  |             |

|  | Corynocarpaceae |
|  |                 |
|  | Coriariaceae    |
|  |                 |

|  | Tetramelaceae                                               |
|  |                                                             |
|  | \| \| Datiscaceae \| \| \| \| \| \| Begoniaceae \| \| \| \| |
|  |                                                             |
|  | Datiscaceae                                                 |
|  |                                                             |
|  | Begoniaceae                                                 |
|  |                                                             |

|  | Datiscaceae |
|  |             |
|  | Begoniaceae |
|  |             |

|  | Tetramelaceae                                               |
|  |                                                             |
|  | \| \| Datiscaceae \| \| \| \| \| \| Begoniaceae \| \| \| \| |
|  |                                                             |
|  | Datiscaceae                                                 |
|  |                                                             |
|  | Begoniaceae                                                 |
|  |                                                             |

|  | Datiscaceae |
|  |             |
|  | Begoniaceae |
|  |             |

|  | Corynocarpaceae |
|  |                 |
|  | Coriariaceae    |
|  |                 |

|  | Tetramelaceae                                               |
|  |                                                             |
|  | \| \| Datiscaceae \| \| \| \| \| \| Begoniaceae \| \| \| \| |
|  |                                                             |
|  | Datiscaceae                                                 |
|  |                                                             |
|  | Begoniaceae                                                 |
|  |                                                             |

|  | Datiscaceae |
|  |             |
|  | Begoniaceae |
|  |             |

|  | Tetramelaceae                                               |
|  |                                                             |
|  | \| \| Datiscaceae \| \| \| \| \| \| Begoniaceae \| \| \| \| |
|  |                                                             |
|  | Datiscaceae                                                 |
|  |                                                             |
|  | Begoniaceae                                                 |
|  |                                                             |

|  | Datiscaceae |
|  |             |
|  | Begoniaceae |
|  |             |

|  | Corynocarpaceae |
|  |                 |
|  | Coriariaceae    |
|  |                 |

|  | Tetramelaceae                                               |
|  |                                                             |
|  | \| \| Datiscaceae \| \| \| \| \| \| Begoniaceae \| \| \| \| |
|  |                                                             |
|  | Datiscaceae                                                 |
|  |                                                             |
|  | Begoniaceae                                                 |
|  |                                                             |

|  | Datiscaceae |
|  |             |
|  | Begoniaceae |
|  |             |

|  | Tetramelaceae                                               |
|  |                                                             |
|  | \| \| Datiscaceae \| \| \| \| \| \| Begoniaceae \| \| \| \| |
|  |                                                             |
|  | Datiscaceae                                                 |
|  |                                                             |
|  | Begoniaceae                                                 |
|  |                                                             |

|  | Datiscaceae |
|  |             |
|  | Begoniaceae |
|  |             |

|  | Corynocarpaceae |
|  |                 |
|  | Coriariaceae    |
|  |                 |

|  | Tetramelaceae                                               |
|  |                                                             |
|  | \| \| Datiscaceae \| \| \| \| \| \| Begoniaceae \| \| \| \| |
|  |                                                             |
|  | Datiscaceae                                                 |
|  |                                                             |
|  | Begoniaceae                                                 |
|  |                                                             |

|  | Datiscaceae |
|  |             |
|  | Begoniaceae |
|  |             |

|  | Tetramelaceae                                               |
|  |                                                             |
|  | \| \| Datiscaceae \| \| \| \| \| \| Begoniaceae \| \| \| \| |
|  |                                                             |
|  | Datiscaceae                                                 |
|  |                                                             |
|  | Begoniaceae                                                 |
|  |                                                             |

|  | Datiscaceae |
|  |             |
|  | Begoniaceae |
|  |             |

|  | Corynocarpaceae |
|  |                 |
|  | Coriariaceae    |
|  |                 |

|  | Tetramelaceae                                               |
|  |                                                             |
|  | \| \| Datiscaceae \| \| \| \| \| \| Begoniaceae \| \| \| \| |
|  |                                                             |
|  | Datiscaceae                                                 |
|  |                                                             |
|  | Begoniaceae                                                 |
|  |                                                             |

|  | Datiscaceae |
|  |             |
|  | Begoniaceae |
|  |             |

|  | Tetramelaceae                                               |
|  |                                                             |
|  | \| \| Datiscaceae \| \| \| \| \| \| Begoniaceae \| \| \| \| |
|  |                                                             |
|  | Datiscaceae                                                 |
|  |                                                             |
|  | Begoniaceae                                                 |
|  |                                                             |

|  | Datiscaceae |
|  |             |
|  | Begoniaceae |
|  |             |

|  | Corynocarpaceae |
|  |                 |
|  | Coriariaceae    |
|  |                 |

|  | Tetramelaceae                                               |
|  |                                                             |
|  | \| \| Datiscaceae \| \| \| \| \| \| Begoniaceae \| \| \| \| |
|  |                                                             |
|  | Datiscaceae                                                 |
|  |                                                             |
|  | Begoniaceae                                                 |
|  |                                                             |

|  | Datiscaceae |
|  |             |
|  | Begoniaceae |
|  |             |

|  | Tetramelaceae                                               |
|  |                                                             |
|  | \| \| Datiscaceae \| \| \| \| \| \| Begoniaceae \| \| \| \| |
|  |                                                             |
|  | Datiscaceae                                                 |
|  |                                                             |
|  | Begoniaceae                                                 |
|  |                                                             |

|  | Datiscaceae |
|  |             |
|  | Begoniaceae |
|  |             |

|  | Corynocarpaceae |
|  |                 |
|  | Coriariaceae    |
|  |                 |

|  | Tetramelaceae                                               |
|  |                                                             |
|  | \| \| Datiscaceae \| \| \| \| \| \| Begoniaceae \| \| \| \| |
|  |                                                             |
|  | Datiscaceae                                                 |
|  |                                                             |
|  | Begoniaceae                                                 |
|  |                                                             |

|  | Datiscaceae |
|  |             |
|  | Begoniaceae |
|  |             |

|  | Tetramelaceae                                               |
|  |                                                             |
|  | \| \| Datiscaceae \| \| \| \| \| \| Begoniaceae \| \| \| \| |
|  |                                                             |
|  | Datiscaceae                                                 |
|  |                                                             |
|  | Begoniaceae                                                 |
|  |                                                             |

|  | Datiscaceae |
|  |             |
|  | Begoniaceae |
|  |             |

|  | Corynocarpaceae |
|  |                 |
|  | Coriariaceae    |
|  |                 |

|  | Tetramelaceae                                               |
|  |                                                             |
|  | \| \| Datiscaceae \| \| \| \| \| \| Begoniaceae \| \| \| \| |
|  |                                                             |
|  | Datiscaceae                                                 |
|  |                                                             |
|  | Begoniaceae                                                 |
|  |                                                             |

|  | Datiscaceae |
|  |             |
|  | Begoniaceae |
|  |             |

|  | Tetramelaceae                                               |
|  |                                                             |
|  | \| \| Datiscaceae \| \| \| \| \| \| Begoniaceae \| \| \| \| |
|  |                                                             |
|  | Datiscaceae                                                 |
|  |                                                             |
|  | Begoniaceae                                                 |
|  |                                                             |

|  | Datiscaceae |
|  |             |
|  | Begoniaceae |
|  |             |

|  | Corynocarpaceae |
|  |                 |
|  | Coriariaceae    |
|  |                 |

|  | Tetramelaceae                                               |
|  |                                                             |
|  | \| \| Datiscaceae \| \| \| \| \| \| Begoniaceae \| \| \| \| |
|  |                                                             |
|  | Datiscaceae                                                 |
|  |                                                             |
|  | Begoniaceae                                                 |
|  |                                                             |

|  | Datiscaceae |
|  |             |
|  | Begoniaceae |
|  |             |

|  | Tetramelaceae                                               |
|  |                                                             |
|  | \| \| Datiscaceae \| \| \| \| \| \| Begoniaceae \| \| \| \| |
|  |                                                             |
|  | Datiscaceae                                                 |
|  |                                                             |
|  | Begoniaceae                                                 |
|  |                                                             |

|  | Datiscaceae |
|  |             |
|  | Begoniaceae |
|  |             |

|  | Corynocarpaceae |
|  |                 |
|  | Coriariaceae    |
|  |                 |

|  | Tetramelaceae                                               |
|  |                                                             |
|  | \| \| Datiscaceae \| \| \| \| \| \| Begoniaceae \| \| \| \| |
|  |                                                             |
|  | Datiscaceae                                                 |
|  |                                                             |
|  | Begoniaceae                                                 |
|  |                                                             |

|  | Datiscaceae |
|  |             |
|  | Begoniaceae |
|  |             |

|  | Tetramelaceae                                               |
|  |                                                             |
|  | \| \| Datiscaceae \| \| \| \| \| \| Begoniaceae \| \| \| \| |
|  |                                                             |
|  | Datiscaceae                                                 |
|  |                                                             |
|  | Begoniaceae                                                 |
|  |                                                             |

|  | Datiscaceae |
|  |             |
|  | Begoniaceae |
|  |             |

|  | Corynocarpaceae |
|  |                 |
|  | Coriariaceae    |
|  |                 |

|  | Tetramelaceae                                               |
|  |                                                             |
|  | \| \| Datiscaceae \| \| \| \| \| \| Begoniaceae \| \| \| \| |
|  |                                                             |
|  | Datiscaceae                                                 |
|  |                                                             |
|  | Begoniaceae                                                 |
|  |                                                             |

|  | Datiscaceae |
|  |             |
|  | Begoniaceae |
|  |             |

|  | Tetramelaceae                                               |
|  |                                                             |
|  | \| \| Datiscaceae \| \| \| \| \| \| Begoniaceae \| \| \| \| |
|  |                                                             |
|  | Datiscaceae                                                 |
|  |                                                             |
|  | Begoniaceae                                                 |
|  |                                                             |

|  | Datiscaceae |
|  |             |
|  | Begoniaceae |
|  |             |

|  | Corynocarpaceae |
|  |                 |
|  | Coriariaceae    |
|  |                 |

|  | Tetramelaceae                                               |
|  |                                                             |
|  | \| \| Datiscaceae \| \| \| \| \| \| Begoniaceae \| \| \| \| |
|  |                                                             |
|  | Datiscaceae                                                 |
|  |                                                             |
|  | Begoniaceae                                                 |
|  |                                                             |

|  | Datiscaceae |
|  |             |
|  | Begoniaceae |
|  |             |

|  | Tetramelaceae                                               |
|  |                                                             |
|  | \| \| Datiscaceae \| \| \| \| \| \| Begoniaceae \| \| \| \| |
|  |                                                             |
|  | Datiscaceae                                                 |
|  |                                                             |
|  | Begoniaceae                                                 |
|  |                                                             |

|  | Datiscaceae |
|  |             |
|  | Begoniaceae |
|  |             |

|  | Corynocarpaceae |
|  |                 |
|  | Coriariaceae    |
|  |                 |

|  | Tetramelaceae                                               |
|  |                                                             |
|  | \| \| Datiscaceae \| \| \| \| \| \| Begoniaceae \| \| \| \| |
|  |                                                             |
|  | Datiscaceae                                                 |
|  |                                                             |
|  | Begoniaceae                                                 |
|  |                                                             |

|  | Datiscaceae |
|  |             |
|  | Begoniaceae |
|  |             |

|  | Tetramelaceae                                               |
|  |                                                             |
|  | \| \| Datiscaceae \| \| \| \| \| \| Begoniaceae \| \| \| \| |
|  |                                                             |
|  | Datiscaceae                                                 |
|  |                                                             |
|  | Begoniaceae                                                 |
|  |                                                             |

|  | Datiscaceae |
|  |             |
|  | Begoniaceae |
|  |             |

|  | Corynocarpaceae |
|  |                 |
|  | Coriariaceae    |
|  |                 |

|  | Tetramelaceae                                               |
|  |                                                             |
|  | \| \| Datiscaceae \| \| \| \| \| \| Begoniaceae \| \| \| \| |
|  |                                                             |
|  | Datiscaceae                                                 |
|  |                                                             |
|  | Begoniaceae                                                 |
|  |                                                             |

|  | Datiscaceae |
|  |             |
|  | Begoniaceae |
|  |             |

|  | Tetramelaceae                                               |
|  |                                                             |
|  | \| \| Datiscaceae \| \| \| \| \| \| Begoniaceae \| \| \| \| |
|  |                                                             |
|  | Datiscaceae                                                 |
|  |                                                             |
|  | Begoniaceae                                                 |
|  |                                                             |

|  | Datiscaceae |
|  |             |
|  | Begoniaceae |
|  |             |

Como é patente no cladograma acima, a família Begoniaceae é o grupo irmão da família Datiscaceae no contexto das Cucurbitales.
Na sua presente circunscrição taxonómica, as Begoniaceae são divididas em dois géneros (Hillebrandia Oliv. e Begonia L., sendo a maioria das espécies pertencentes a este último. Além de ser monofilético, o grupo é sustentado por diversas sinapomorfias morfológicas. A espécie Hillebrandia sandwicensis é considerada como o grupo irmão das demais espécies da família (o género Begonia), um clado caracterizado pela presença de ovário alado.

### Sistemática
A família Begoniaceae foi proposta em 1820, com o nome de Begoniae, por Friedrich von Berchtold e Jan Svatopluk Presl em Přirozenosti Rostlin, 1, p. 270. A forma Begoniaceae foi proposta em 1824 por Carl Adolph Agardh na sua obra Aphorismi Botanici, p. 200.
Na sua presente circunscrição taxonómica a família Begoniaceae inclui apenas dois géneros. Em conjunto, estão descritas mais de 1825 espécies nesta família, com apenas uma espécie a pertencer a um género (Hillebrandia) que não Begonia:
- Begonia L., agrupando as espécies conhecidas por begónia ou begônia, com mais de 1825 espécie, repartidas por 63 a 66 secções, sendo um dos géneros de plantas mais ricos em espécies a nível global.[28]

- Hillebrandia Oliv. é um género monotípico. Difere do género Begonia principalmente pelo ovário semi-ínfero, com carpelos não completamente conatos e pelo perianto diferenciado em sépalas e pétalas. Com uma única espécie:
  - Hillebrandia sandwicensis Oliv. nativa do Hawaii.[29]

O anterior género Symbegonia Warb. foi reduzido ao nível taxonómico de uma secção do género Begonia em 2003, em resultado de estudos de filogenia molecular terem demonstrado que era derivado do interior daquele género.
O antigo género Symbegonia Warb., que agrupava 12 espécies endémicas da Nova Guiné (Swensen et al. 1998; Forrest & Hollingsworth 2003), é agora uma secção do género Begonia. O grupo difere dos outros táxons de Begonia por ter nas flores femininas brácteas totalmente infladas formando um perianto tubular, uma adaptação para seus polinizadores, as aves da família Nectariniidae.
No contexto da ordem Cucurbitales, as Begoniaceae são consideradas como próximas das Datiscaceae.

## Ocorrência no Brasil
No Brasil, a família é representada somente pelo gênero Begonia L., compreendendo aproximadamente 200 espécies, entre as quais 27 são consideradas raras e 177 endêmicas. Begoniaceae está distribuída em praticamente todas as fitofisionomias (exceto manguezais), sendo a Mata Atlântica o domínio com a maior diversidade de espécies. Nos domínios fitogeográficos do Cerrado e Caatinga também há confirmação de ocorrências do gênero, sendo frequente em vegetações do Cerrado (lato sensu) e Caatinga (stricto sensu). Outras formações vegetacionais como Restinga, Afloramentos Rochosos, Campo de Altitude, Campo Rupestre e Áreas Antropizadas também são comuns. Geograficamente, está distribuída em todas as regiões do país e em todos os estados.
A seguinte lista apresenta parte das mais de 200 espécies brasileiras catalogadas:
- Begonia aconitifolia A.DC.
- Begonia admirabilis Brade
- Begonia albidula Brade
- Begonia boraceiensis Handro
- Begonia bradei Irmsch.
- Begonia brevilobata Irmsch.
- Begonia coccinea Hook.
- Begonia edmundoi Brade
- Begonia espiritosantensis E.L.Jacques & Mamede
- Begonia hilariana A.DC.
- Begonia ibitiocensis E.L.Jacques & Mamede
- Begonia jureiensis S.J.Gomes da Silva & Mamede
- Begonia konderreisiana L.B.Sm. & R.C.Sm.
- Begonia kuhlmannii Brade
- Begonia lanstyakii Brade
- Begonia larorum L.B.Sm. & Wassh.
- Begonia lubbersii E.Morren
- Begonia lunaris E.L.Jacques
- Begonia nuda Irmsch.
- Begonia paulensis A.DC.
- Begonia piresiana Handro
- Begonia rufosericeaToledo
- Begonia rubropilosa A.DC.
- Begonia scharffii Hook.
- Begonia squamipes Irmsch.
- Begonia toledoana Handro
- Begonia venosa Skank ex Hook.

## Galeria

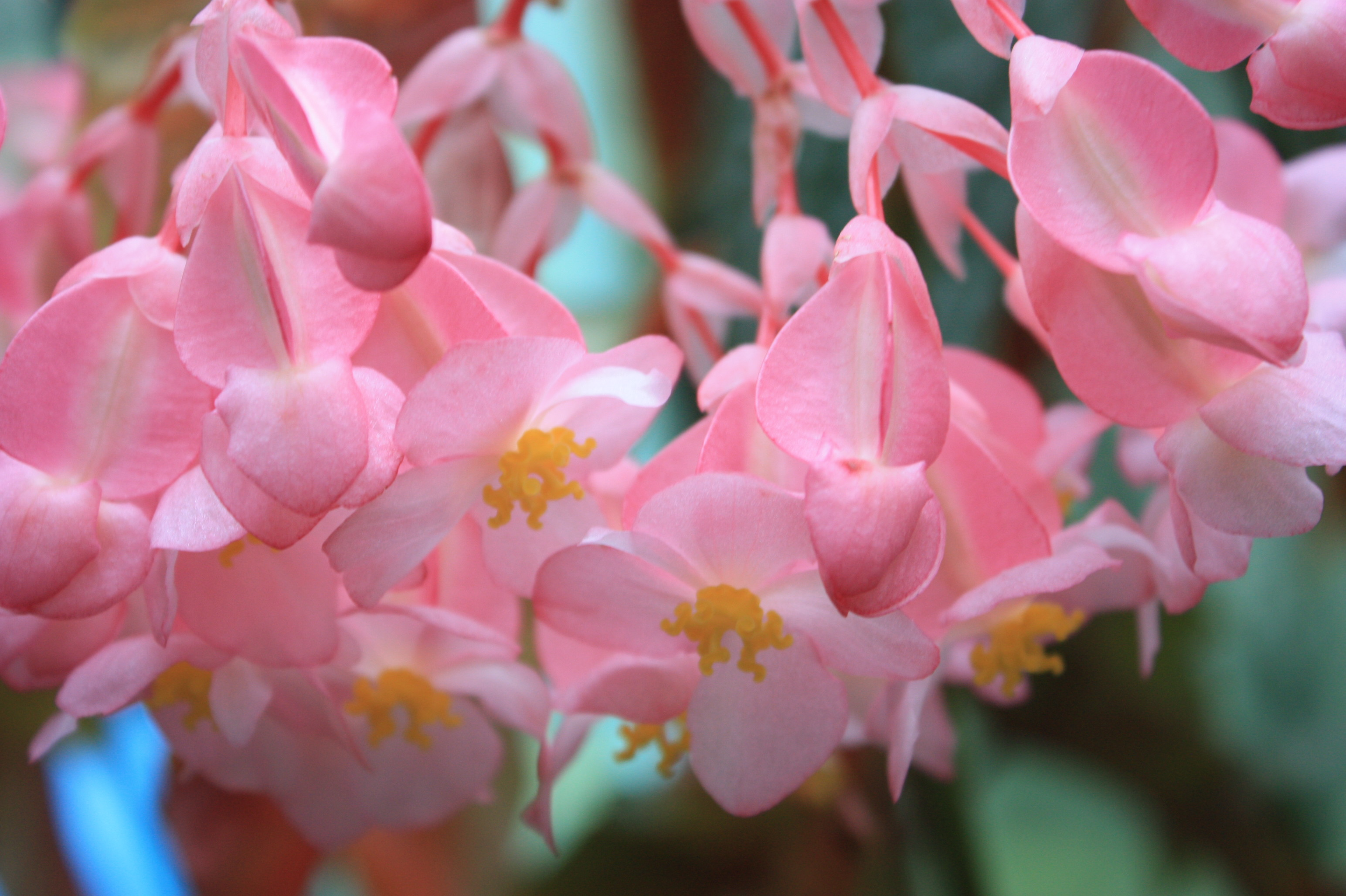
Flores de Begonia.
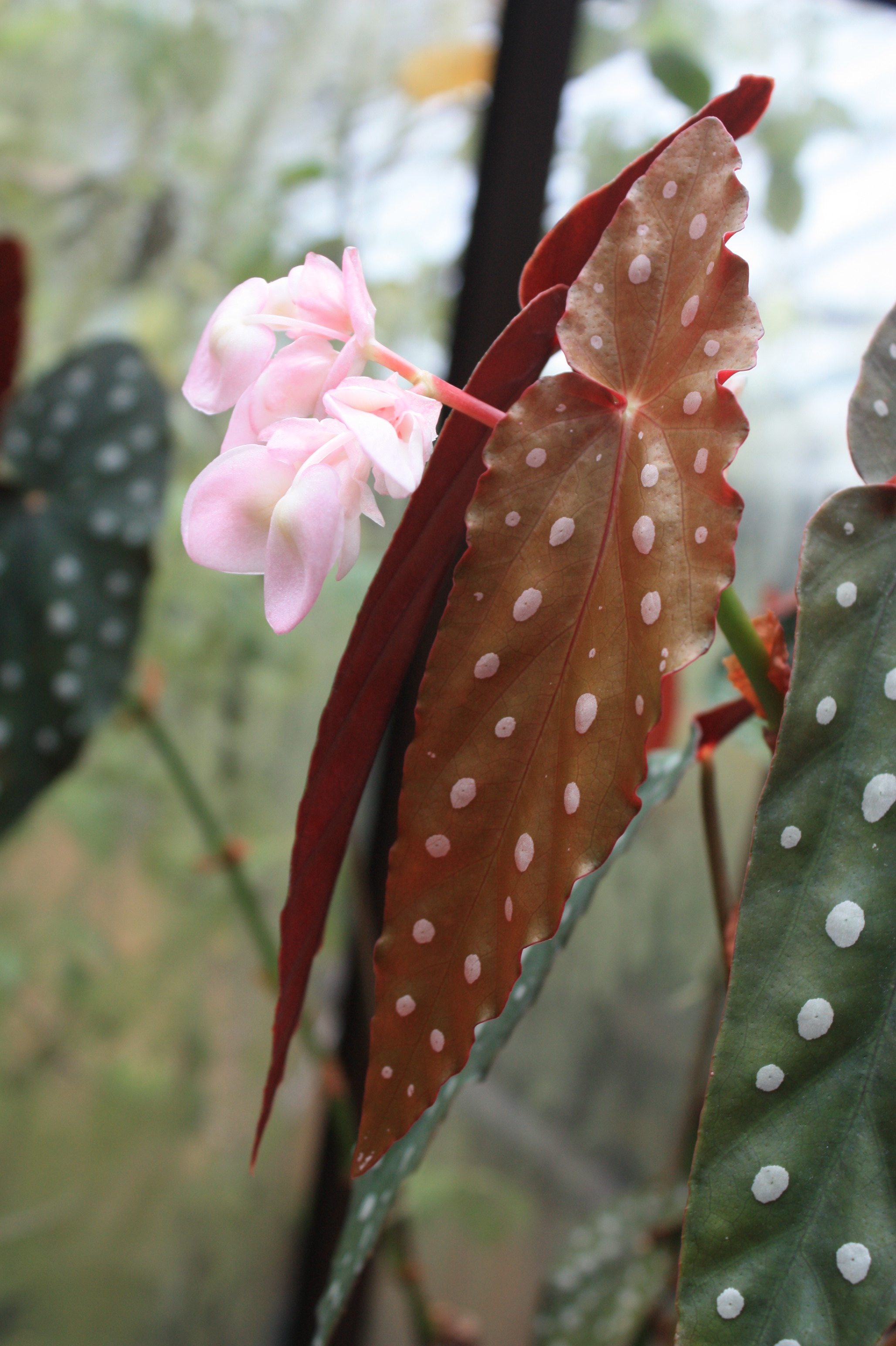
Begonia pseudolubbersii.
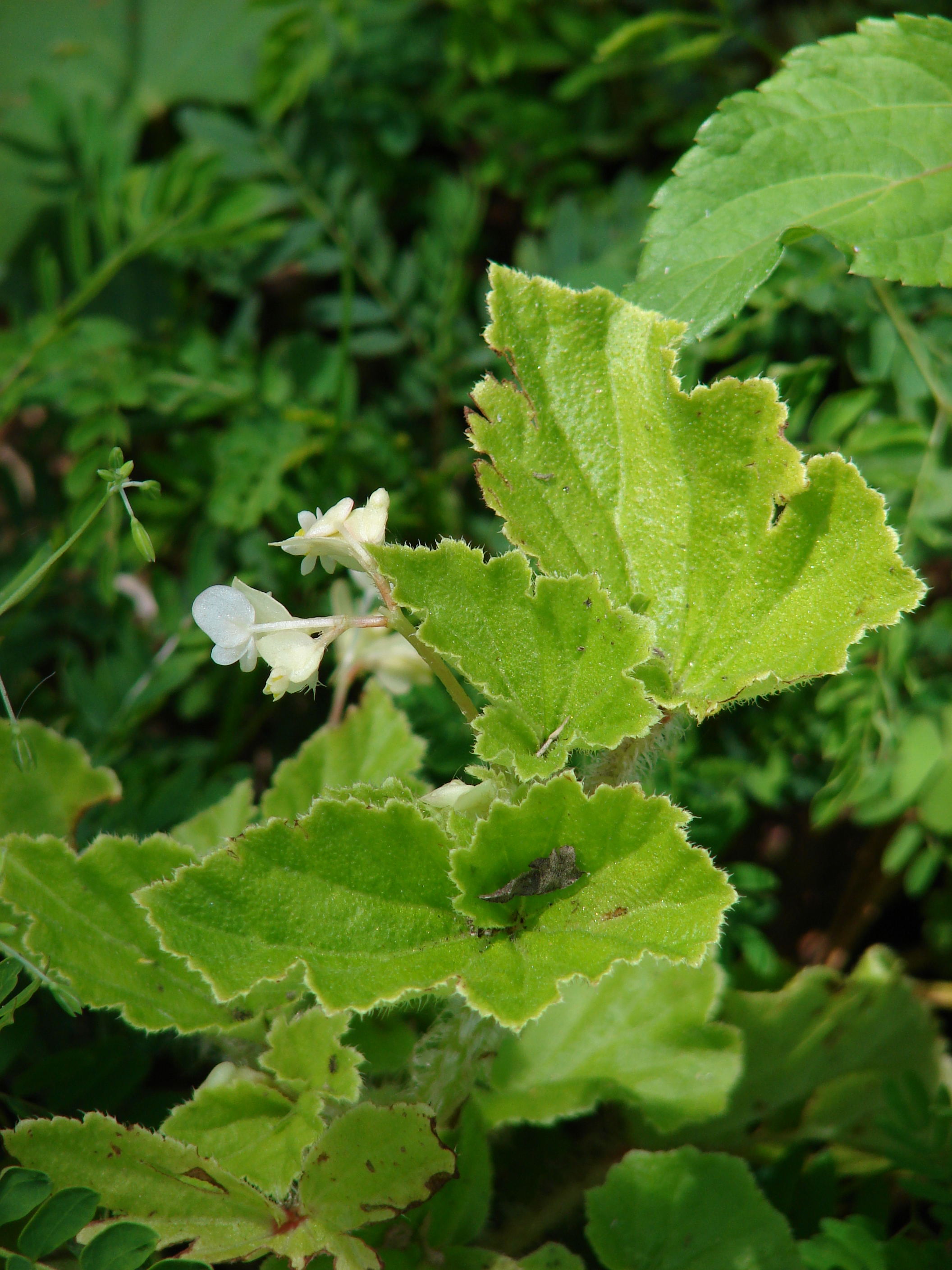
Begonia hirtella.
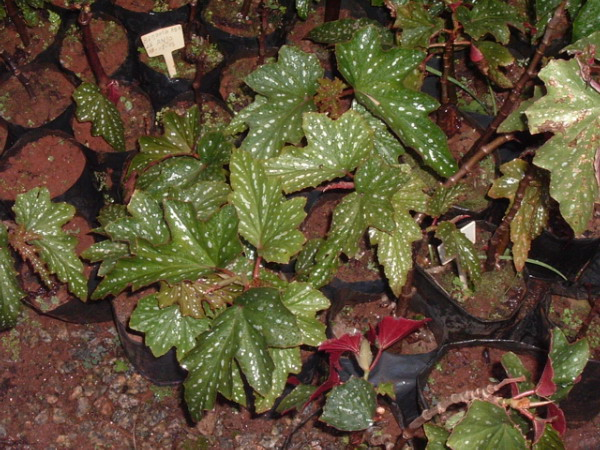
Begonia aconitifolia.
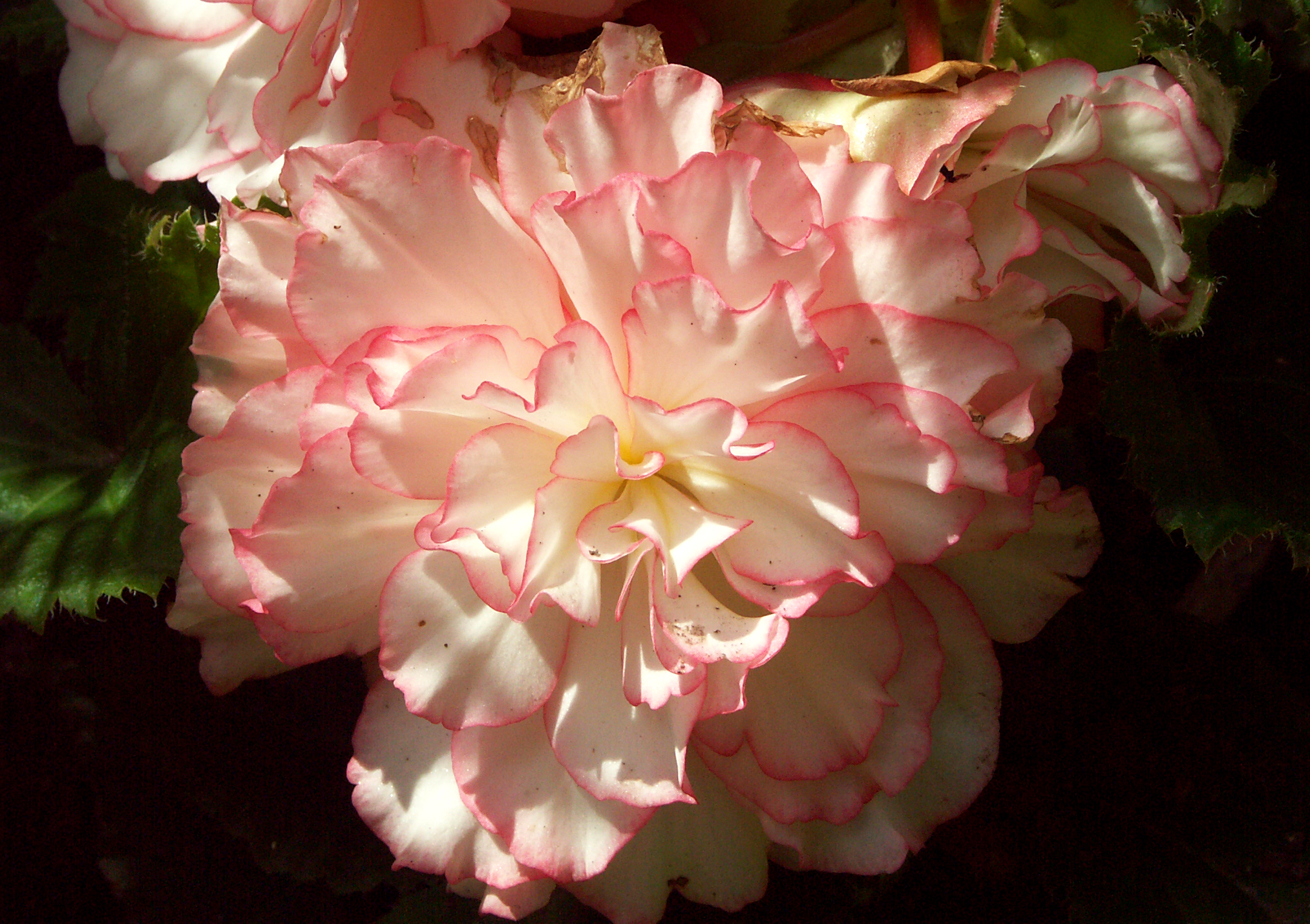
Begonia ×tuberhybrida var. 'Pin up rose'.
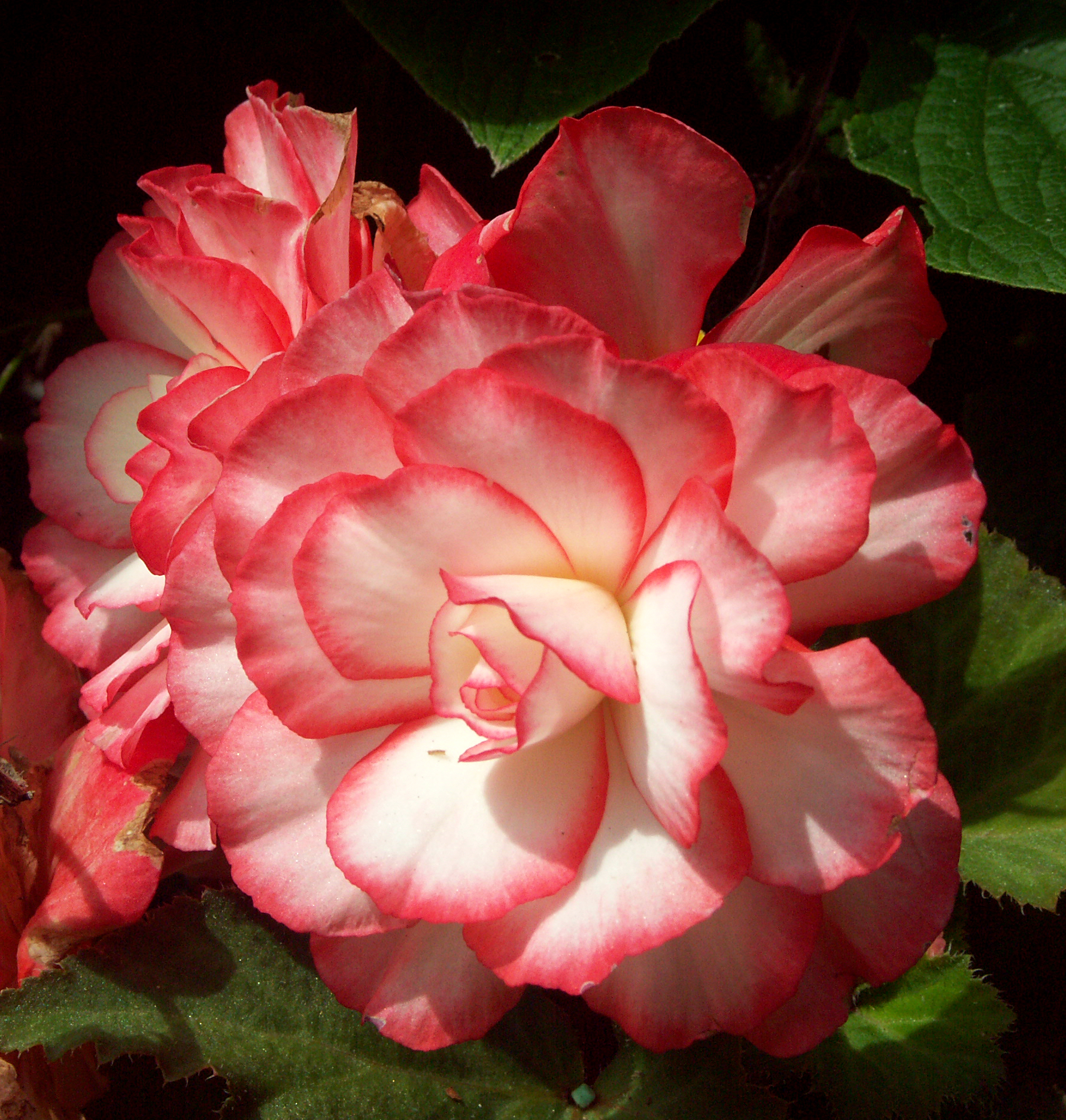
Begonia ×tuberhybrida.
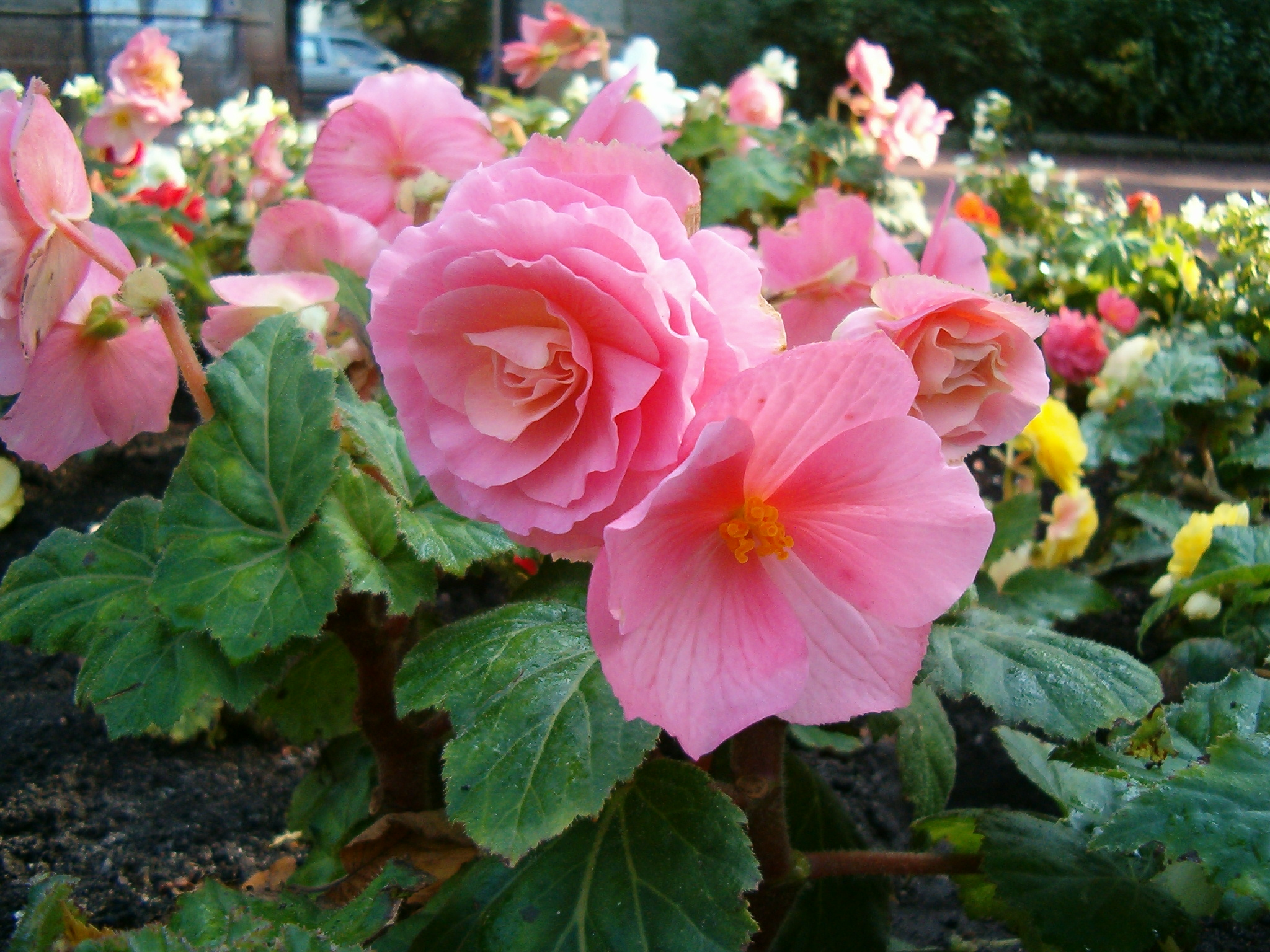
Begonia ×tuberhybrida.
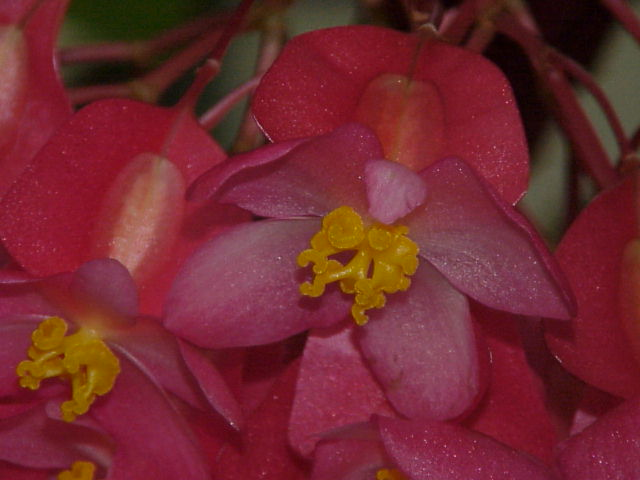
Begonia corallina.
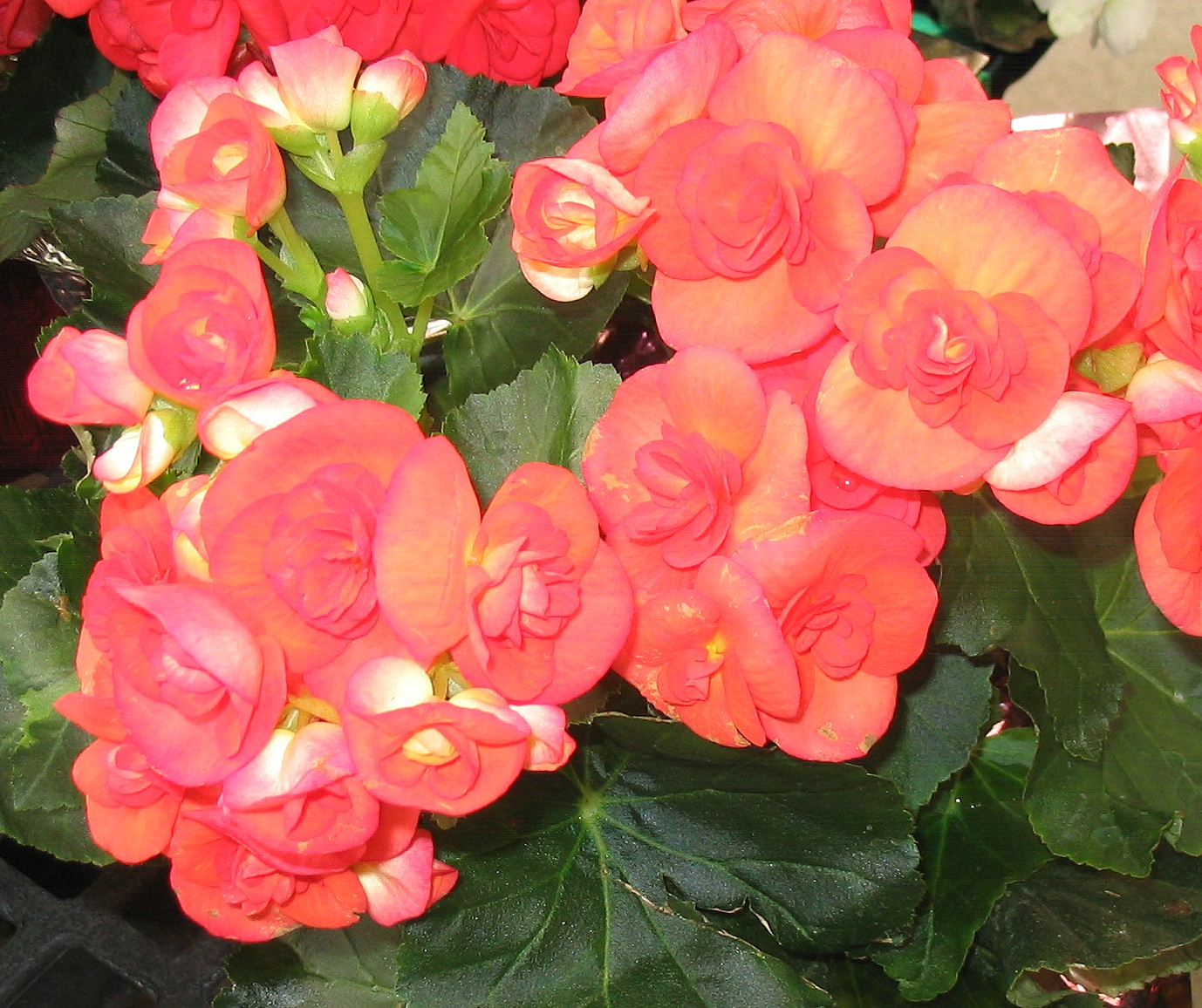
Híbrido de Begonia-Elatior.
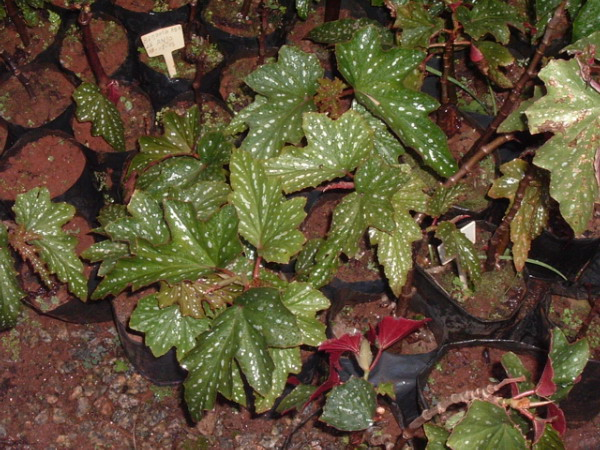
Begonia aconitifolia.
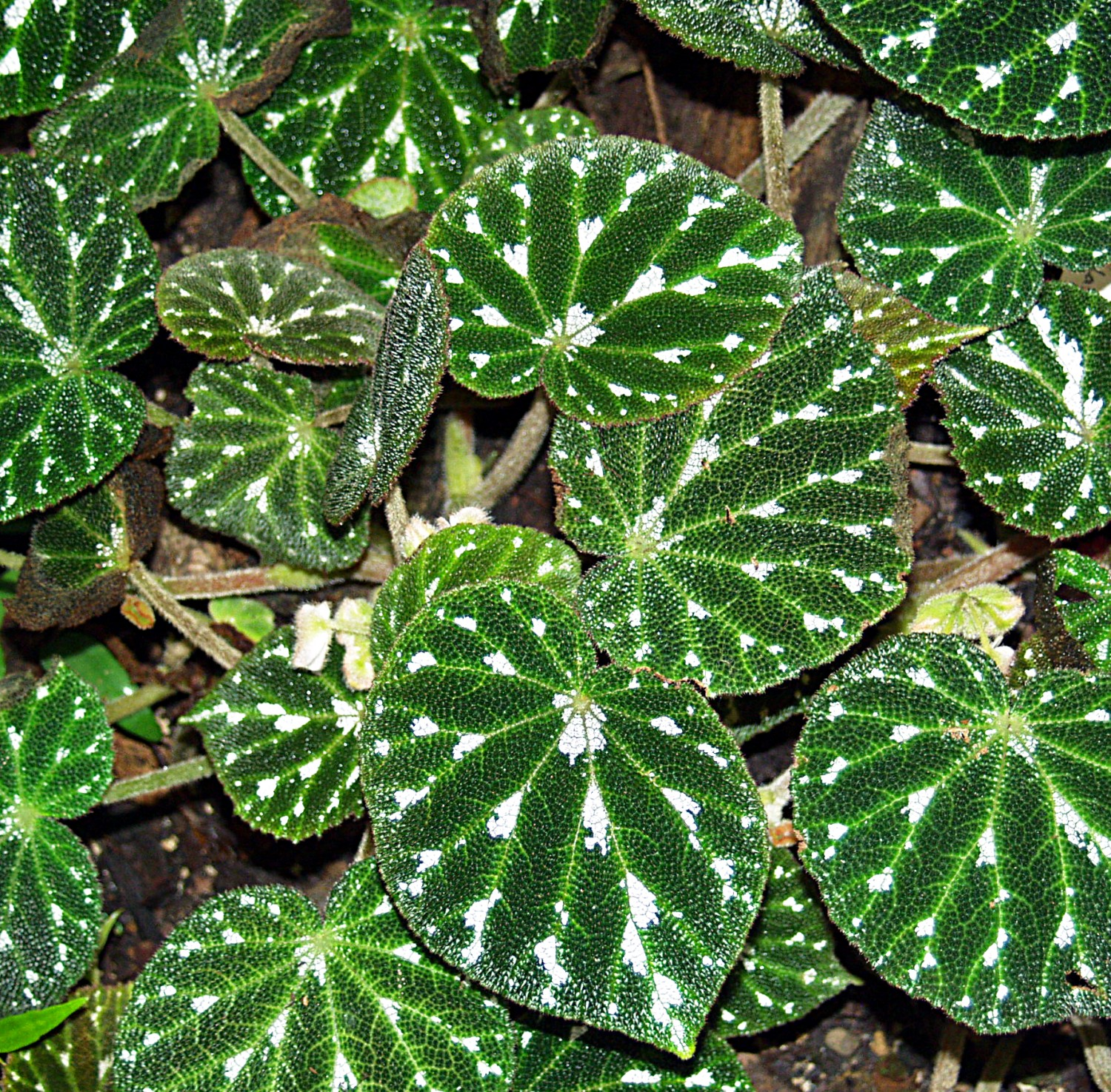
Begonia pustulata.
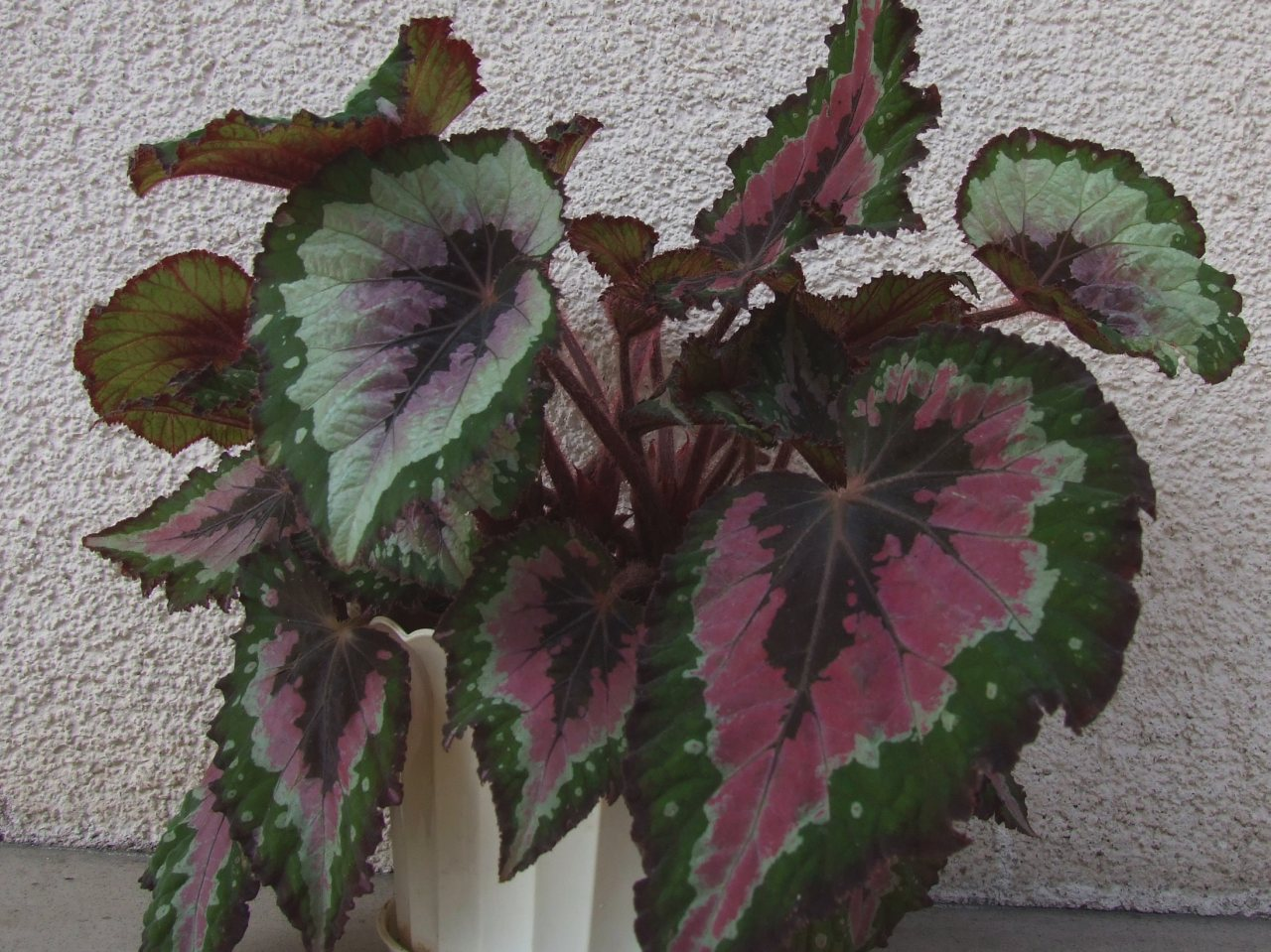
Begonia-rex (híbrido)
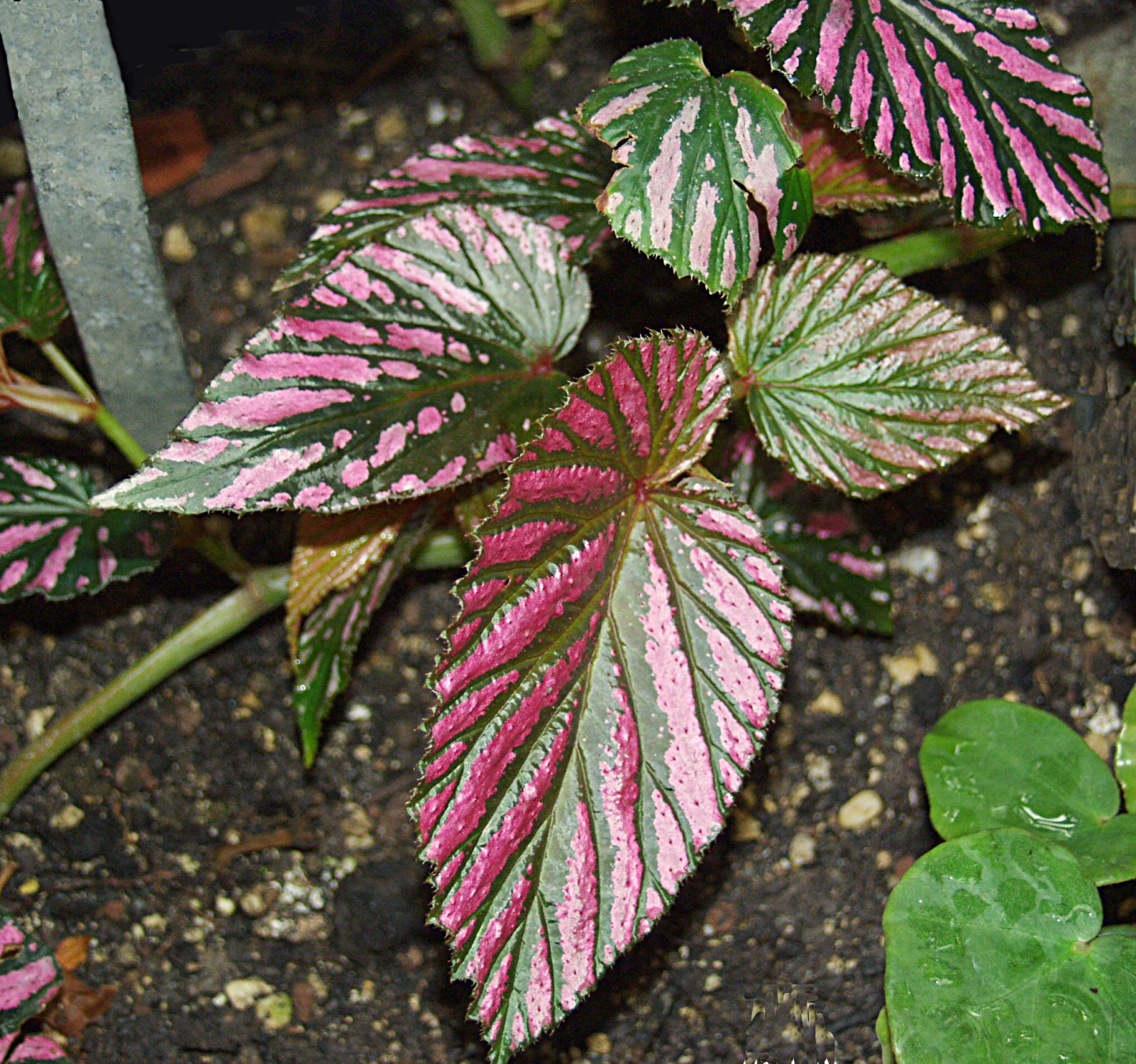
Begonia exotica.
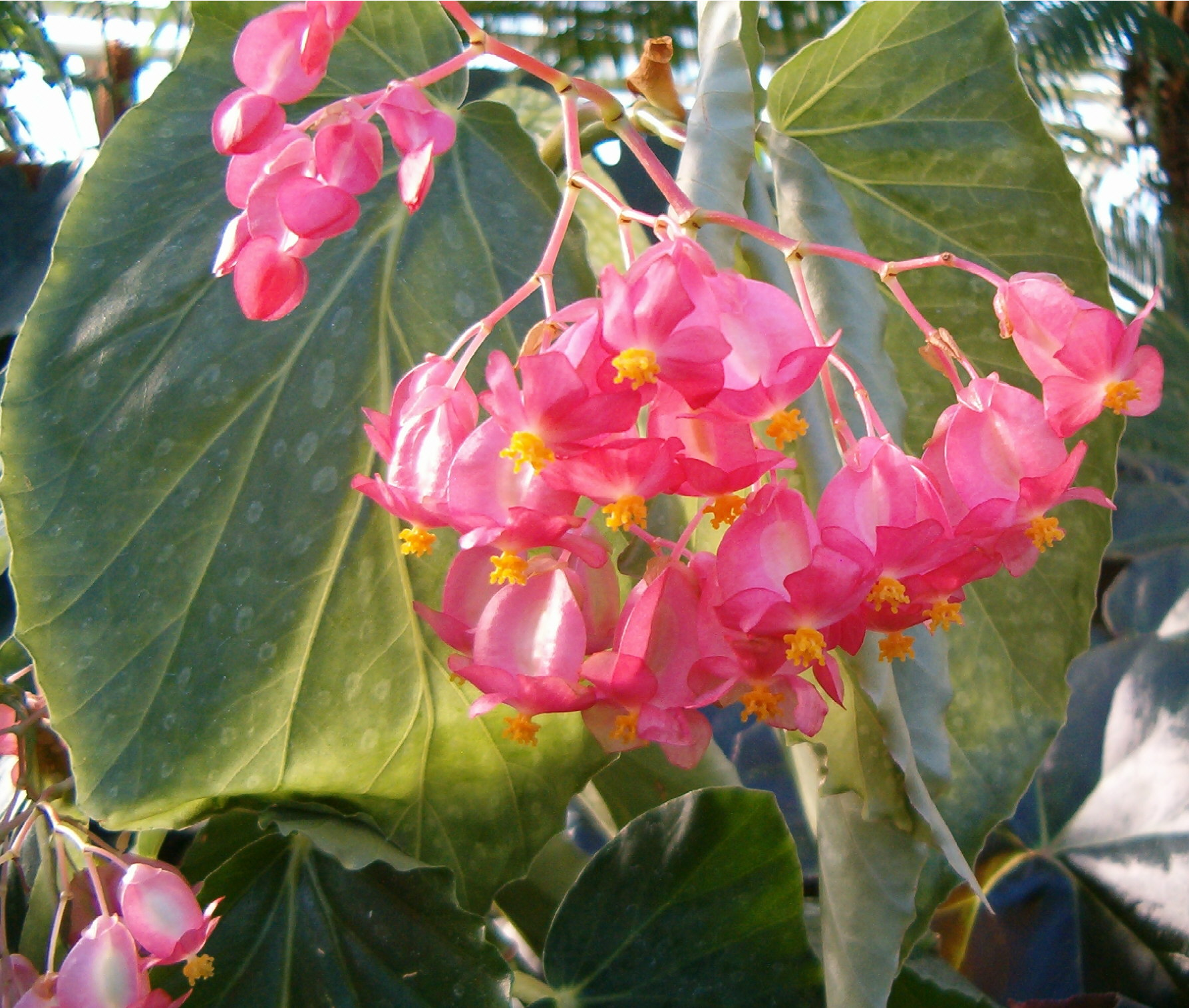
Híbrido de Begonia corallina.